# Cladostreptus castaneus
Cladostreptus castaneus är en mångfotingart som beskrevs av Christoph D. Schubart 1944. Cladostreptus castaneus ingår i släktet Cladostreptus och familjen Spirostreptidae. Inga underarter finns listade i Catalogue of Life.